# Waves (песня Люка Брайана)
«Waves» (с англ. — «Волны») — песня американского кантри-певца Люка Брайана, вышедшая 12 апреля 2021 года в качестве 5-го сингла с делюксовой версии его седьмого студийного альбома Born Here Live Here Die Here (2020). Авторами песни выступили Чейз Макгилл, Райн Хёрд и Зак Кроуэлл, а продюсировали Джефф Стивенс и Джоди Стивенс. Песня достигла позиции № 1 в кантри-чарте Billboard Country Airplay.

## История
В пресс-релизе Брайан объяснил: «'Waves' — это песня о детях, влюбляющихся летом, и просто все изображения и все о том, как прекрасна эта летняя любовь и как эмоции продолжают приходить волнами, 'Waves' это своего рода игра слов, и я влюбился в песню, как только я ее услышал».

## Отзывы
Песня получила положительные отзывы музыкальной критики и интернет-изданий.
Билли Дьюкс из Taste of Country назвал трек «Waves» серьёзной романтической песней с более творческой мелодией, чем предыдущий сингл Брайана «Sunrise, Sunburn, Sunset», который также был написан Макгиллом, Хёрдом и Кроуэллом.

## Музыкальное видео
Видеоклип был выпущен 9 апреля 2021 года режиссером Дано Черни. Он был снят на пляже в Малибу, штат Калифорния.

## Концертные исполнения
16 мая 2021 года Брайан исполнил песню на шоу «American Idol», на котором он выступает в качестве судьи.

## Чарты

### Еженедельные чарты
| Чарт (2021)                         | Высшая позиция |
| ----------------------------------- | -------------- |
| Австралия (Country Hot 50, TMN)     | 7              |
| Канада (Billboard Canadian Hot 100) | 56             |
| Канада (Billboard Country)          | 1              |
| США (Billboard Hot 100)             | 24             |
| США (Billboard Country Airplay)     | 1              |
| США (Billboard Hot Country Songs)   | 2              |

## Сертификации
| Регион                                                                      | Сертификация | Продажи |
| --------------------------------------------------------------------------- | ------------ | ------- |
| США (RIAA)                                                                  | Золотой      | 500 000 |
| Данные о продажах + прослушиваниях приведены только на основе сертификации. |              |         |